# Chariesthes striata
Chariesthes striata är en skalbaggsart som beskrevs av Konrad Fiedler 1939. Chariesthes striata ingår i släktet Chariesthes och familjen långhorningar.
Artens utbredningsområde är Togo. Inga underarter finns listade i Catalogue of Life.